# 伊那科斯
在希臘神話中，伊那科斯（Inachus）是俄刻阿諾斯與忒堤斯的一個兒子。他是俄刻阿諾斯與忒堤斯生下的三千個河神之一。
伊那科斯是阿爾戈斯城傳說中的建立者以及第一個國王。他與兄弟刻菲索斯曾介入天后赫拉與海神波賽頓的紛爭，站在赫拉的一邊；出於憤怒，波賽頓把伊那科斯與其他河神的水全部收走，此後希臘各河流只有在雨季才有豐沛的水流。伊那科斯的女兒，伊俄，是宙斯較著名的情人之一。